# Lac Clair (rivière aux Rats)
Pour les articles homonymes, voir Clair.
Le Lac Clair est plan d’eau douce situé dans le territoire non organisé de Rivière-Mistassini, dans la municipalité régionale de comté (MRC) de Maria-Chapdelaine, dans la région administrative du Saguenay–Lac-Saint-Jean, dans la province de Québec, au Canada. Ce plan d’eau est situé dans la partie Nord-Est de la zec de la Rivière-aux-Rats.
Le versant du Lac Clair est desservi par le chemin de la Rivière-aux-Rats lequel passe sur la rive Ouest du lac. La route forestière R0255 passe du côté Est, entre le lac Clair et la rivière Mistassibi. Quelques routes forestières secondaires desservent le secteur surtout pour les besoins de la foresterie et des activités récréotouristiques.
La surface du Lac Clair est habituellement gelée de la fin novembre au début avril, toutefois la circulation sécuritaire sur la glace se fait généralement de la mi-décembre à la mi-avril.

## Géographie
Les principaux bassins versants voisins du Lac Clair sont :
- côté nord : ruisseau de la Pelouse, ruisseau de la Cache, rivière Bureau, rivière aux Rats, ruisseau Carufel, rivière Mistassibi, rivière Mistassibi Nord-Est ;
- côté est : ruisseau Noël, ruisseau du Caribou, rivière aux Oiseaux, rivière Mistassibi, rivière Mistassibi Nord-Est ;
- côté sud : lac Castor, ruisseau des Aulnes, ruisseau Narcisse, rivière Catherine, rivière aux Rats, rivière de la Perdrix Blanche ;
- côté ouest : lac de la Perdrix Blanche, rivière de la Perdrix Blanche, rivière Samaqua, rivière Mistassini.

Le Lac Clair comporte une superficie de 4,8 km2, une longueur de 4,0 km, une largeur maximale de 1,9 km et une altitude de 215 m. Ce lac est bordé par de montagnes dont un sommet où une tour de garde-feu a été aménagée à 443 m d’altitude, soit à 4,3 km à l’Ouest du lac Clair.
Ce lac qui a la forme d’un triangle aux sommets étêtés, reçoit six décharges dont le courant de la plus importante décharge traverse vers le Sud le lac Clair sur 3,9 km.
L’embouchure du Lac Clair est localisée au fond d’une baie de la rive Sud du lac, soit à :
- 1,8 km au Nord-Est de l’embouchure de la décharge du lac Clair (confluence avec la rivière aux Rats ;
- 5,5 km au Nord-Est de l’embouchure de la Petite rivière aux Rats (confluence avec la rivière aux Rats ;
- 17,1 km au Sud-Est de la confluence entre la rivière Mistassibi et la rivière Mistassibi Nord-Est ;
- 68,4 km au Nord-Ouest de l’embouchure de la rivière aux Rats (confluence avec la rivière Mistassini) ;
- 69,1 km au Nord-Ouest de l’embouchure de la rivière Mistassibi (confluence avec la rivière Mistassini) ;
- 88,0 km au Nord-Ouest de l’embouchure de la rivière Mistassini (confluence avec le lac Saint-Jean)[1].

À partir de l’embouchure du Lac Clair, le courant coule sur 111,1 km généralement vers le Sud en suivant le cours de la rivière aux Rats, puis le cours de la rivière Mistassini sur 24,5 km vers l’Est, puis le Sud-Ouest. À l’embouchure de cette dernière, le courant traverse le lac Saint-Jean sur 42,7 km vers l’Est, puis emprunte le cours de la rivière Saguenay vers l’Est sur 155 km jusqu'à la hauteur de Tadoussac où il conflue avec le fleuve Saint-Laurent.

## Toponymie
Le toponyme « Lac Clair » a été officialisé le 5 décembre 1968 par la Commission de toponymie du Québec.